# Zichtlijn
Een zichtlijn is een denkbeeldige lijn zonder obstakels, zodat langs deze lijn gekeken kan worden. Dit kan van praktisch of esthetisch belang zijn, in positieve of negatieve zin. Ook de omkadering is van belang: bij een ruim uitzicht gedragen mensen zich anders dan bij smalle zichtlijnen.

## Zichtlijn, zichtas, zichtlaan
Onder meer in de stedenbouwkunde en de landschapsarchitectuur wordt een onderscheid gemaakt tussen zichtlijnen en zichtassen dat in andere vakgebieden niet hoeft te gelden. Een zichtas is welbewust gecreëerd, bij een zichtlijn hoeft dat niet zo te zijn; elke zichtas is een zichtlijn, maar bijvoorbeeld een zichtlijn over een snelweg is geen zichtas. Lanen met zichtassen worden soms aangeduid als zichtlanen, bijvoorbeeld oprijlanen en lanen in sterrenbossen.

## Theater
Een zichtlijn is in het theater een denkbeeldige lijn die getrokken kan worden tussen wat het publiek wel en niet kan zien.
Zo moeten de coulissen zoveel mogelijk worden onttrokken aan de blik van het publiek om de illusie van het theater in stand te houden. De poten in de coulissen worden gebruikt voor afstopping van de zichtlijnen. Een acteur tussen de poten kan iets zien van wat er op het toneel gebeurt, maar is onzichtbaar voor het publiek.
In veel traditionele theaters ("lijsttheaters") belemmert de vaak rijk versierde toneellijst of proscenium het zicht op het podium, vooral in de loges en op de balkons aan de zijkanten van de zaal en op het hoogste balkon (het "schellinkje"). Zitplaatsen met slechte zichtlijnen behoren meestal tot de lagere rangen en worden tegen gereduceerd tarief verkocht als "beperkt zichtplaatsen". In moderne vlakkevloertheaters bestaat dat probleem niet, omdat er geen toneellijst is.

## Sturing van gedrag
Zichtlijnen zijn mede bepalend voor de manier waarop mensen zich door hun omgeving bewegen. Ze zijn van belang in uiteenlopende vakgebieden, waaronder ergonomie, massapsychologie, verkeerskunde en de sturing van collectief gedrag.
In winkels helpen zichtlijnen de klanten om te vinden wat ze zoeken, maar ze sturen ook de aandacht naar wat de winkelier wil tonen: aanbiedingen worden veelal in het zicht gelegd. Anderzijds kan een afgeschermde zichtlijn de nieuwsgierigheid prikkelen.
In grote gebouwen, openbare ruimte en festivalterreinen fungeren zichtlijnen vaak als looplijnen: ze sturen de bezoekersstromen. Goed zichtbare ingangen ordenen en spreiden de mensenmassa. Vooral bij uitgangen komt daar nog het veiligheidsaspect bij: onvindbare of onlogisch geplaatste uitgangen kunnen leiden tot opstoppingen en paniek. Er kunnen zich ongelukken met doden en gewonden voordoen.

### Verkeerskunde
In de verkeerskunde worden zichtlijnen gebruikt om de verkeersstromen te sturen. Een weggebruiker verwacht dat een smalle weg voor lokaal verkeer zal zijn. Optische versmalling laat mensen afremmen, bijvoorbeeld bij bruggen en tunnels. Vaak neemt men maatregelen om dit effect tegen te gaan, bijvoorbeeld tamelijk felle verlichting in tunnels. Anderzijds wordt het effect gebruikt om verkeer in woon- en recreatiegebieden rustiger te maken: bij brede fietsstroken en een smalle autostrook rijden automobilisten langzamer. Ook bomen langs de weg hebben dit effect.
Goede zichtlijnen helpen de weggebruiker te voorspellen wat hij kan verwachten. Bij tekortschietende voorspelbaarheid maken mensen meer fouten; in Duitsland hadden de op- en afritten van oudere autobahnen een vrij scherpe bocht, waardoor men zich moeilijk kon oriënteren op het overige verkeer. Mede daardoor kwam spookrijden vrij veel voor.
Zichtlijnen dragen verder bij aan subjectieve veiligheid: mensen hebben in de openbare ruimte aarzeling als er geen doorzicht is en nemen soms liever een omweg. Bij nieuwe tunnels voor voetgangers en fietsers schuint de NS zo mogelijk de toegangen af, zodat de weggebruikers verder in de tunnel kunnen kijken.